# カリストラトス
カリストラトス（Kallistratos、古代ギリシア語: Καλλιστρατος、紀元前5世紀後半 - 紀元前4世紀半ば）は、アテナイの政治家。ティモテオスらに対抗して、スパルタとテーバイの勢力均衡の上にアテナイの外交政策を推進したが、紀元前361年に死刑判決を受けてマケドニア王国に逃亡した。